# Brian Clough
Brian Clough (21. marts 1935 – 20. september 2004) var en engelsk fodboldspiller og -træner. Som spiller nåede han at komme på det engelske landshold; men det var som træner, at han virkelig fik et stort navn og blev en af engelsk fodbolds mest succesrige nogensinde. Han gjorde både Derby County og Nottingham Forest til engelske mestre. Sidstnævnte klub førte han også to gange til sejren i Europa Cup og satte rekord i antal kampe i træk uden nederlag i den bedste engelske liga.
Clough er far til en anden engelsk landsholds- og trænerprofil, Nigel Clough.